# 吕贝库尔和拉梅库尔
吕贝库尔和拉梅库尔（法語：Rubécourt-et-Lamécourt，法語發音：[ʁybekuʁ e lamekuʁ]）是法国大東部大區阿登省的一个旧市镇，属于色当区。2017年1月1日，吕贝库尔和拉梅库尔与市镇巴泽耶、维莱塞尔奈合并为新的巴泽耶。

## 地理
吕贝库尔和拉梅库尔（49°41'24"N, 5°1'21"E）面积4.61 平方千米，位于法国大東部大區阿登省，该省份为法国北部内陆省份，西接埃纳省，南至马恩省，东临默兹省，北与比利时接壤。
与吕贝库尔和拉梅库尔接壤的市镇（或旧市镇、城区）包括：巴泽耶、代尼、杜济、弗朗舍瓦勒、拉蒙塞勒、维莱塞尔奈。
吕贝库尔和拉梅库尔的时区为UTC+01:00、UTC+02:00（夏令时）。

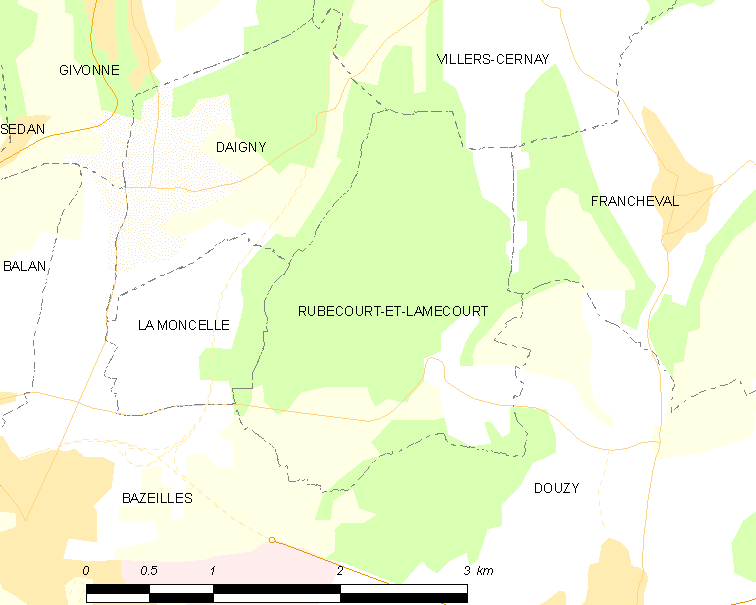
吕贝库尔和拉梅库尔的OSM定位图

## 行政
吕贝库尔和拉梅库尔的邮政编码为08140，INSEE市镇编码为08371。

## 政治
吕贝库尔和拉梅库尔所属的省级选区为色当第三县。

## 人口

1962-2008年间吕贝库尔和拉梅库尔人口变化图示

吕贝库尔和拉梅库尔于2018年1月1日时的人口数量为151人。